# 藤本一郎
藤本 一郎（ふじもと いちろう、1930年1月18日 - 1995年12月6日）は、関東学院大学の元学長であり、工学部建築学科の教授である。現在の東京都千代田区出身。

## 概要
「震動による鉄筋コンクリートのせん断破壊に関する解明、鉄筋コンクリート構造の耐震性の研究、高層建物の構造計画に関する研究」などをテーマとする豊富な論文、共同研究の成果があり、建築学会の構造設計計算基準の基礎データとなっている。
横浜国際総合競技場建設において、技術検討委員長として、設計から施工までの技術的検討を指導したが、完成を見ずして他界した。

## 経歴
- 1963年（昭和38年） - 早稲田大学大学院博士課程修了、工学博士
- 1968年（昭和43年） - 関東学院大学工学部教授
- 1983年（昭和58年） - 同大学 理事、学長就任

## 主な著書・論文
- 実大有孔鉄骨鉄筋コンクリート梁の剪断破壊実験(構造) / 日本建築学会論文報告集
- 光弾性二層法によるスラブの応力解析(構造,第1回 日本建築祭 研究発表会 学術講演要旨集)
- 鉄筋・鉄骨鉄筋  石井勇 共著 彰国社, [1961]. -- (建築ハンドブック ; 8).
- 建築鉄筋コンクリート工学演習 学献社, 1967.11.
- 材料・構造実験 共著. -- 鹿島研究所出版会, 1975.4. -- (建築構造学 / 建築構造学編集委員会編 ; 10)
- 建設技術史 : 工学的建造技術への発達  H.シュトラウプ著 ; 翻訳. -- 鹿島出版会, 1976.11.
- 鉄筋コンクリート構造  松井源吾,望月重 共著 ; 4. -- 改訂2版. -- 鹿島出版会, 1977.11. -- (建築構造学 ; 4)
- 新耐震設計法入門  編. -- オーム社, 1982.6.
- 建築鉄筋コンクリート工学 編著. -- 学献社, 1987.9.
- 機械化前の建設技術としくみ  ジョン・フィッチェン著 ; 共訳. -- 鹿島出版会, 1990.3.